# Jorge Chaminé

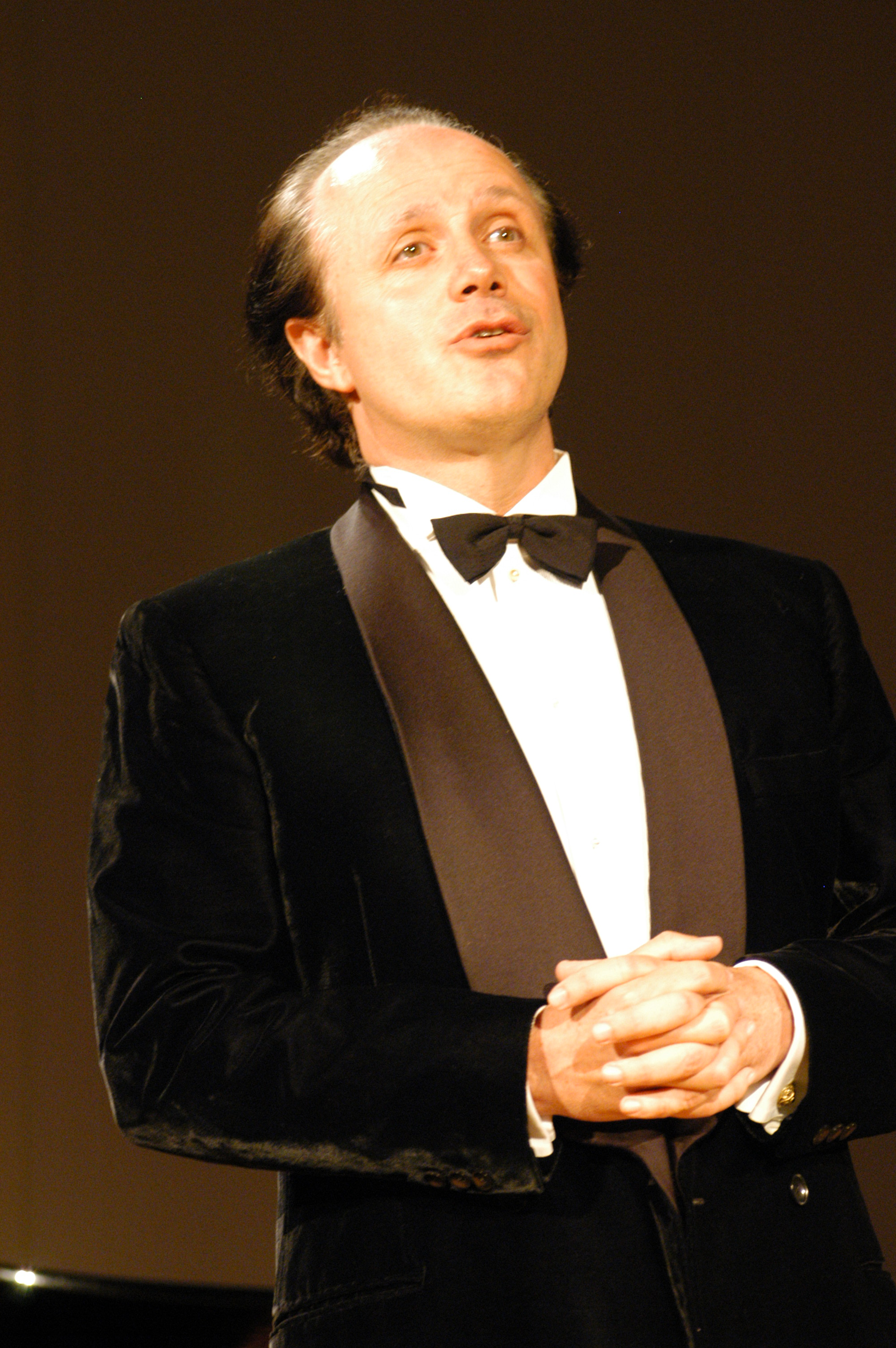
Concerto per la Pace - 60 anniversario dell'UNESCO - Jorge Chaminé maggio 2005

Jorge Chaminé (Porto, 30 aprile 1956) è un baritono portoghese, conosciuto nel mondo della lirica come uno dei più originali dei nostri tempi.

## Biografia
Nato da madre spagnola e padre portoghese, già a quattro anni canta in una corale di bambini e si esibisce per la prima volta in un concerto pianistico a 5 anni; copre il ruolo principale in un'opera per bambini a 12 anni; a 15 anni ottiene il Premio Nazionale della Gioventù al miglior attore; a 16 anni suona il violoncello in musica da camera e fonda un gruppo di jazz allo stesso tempo che inizia i suoi studi universitari nella prestigiosa Facoltà di Legge dell'Università di Coimbra; a 17 canta come solista nel Gruppo di Musica Vocale Contemporanea.
Celebri personalità del mondo musicale lo consigliano, tale come Lola Rodriguez Aragon, Teresa Berganza, Yehudi Menuhin o Hans Hotter e nel 1981 il giovanissimo baritono fece il suo primo grande recital nel Festival di Lille con strepitoso successo. Sin da allora, dopo aver cantato ad appena 24 anni il ruolo di Don Giovanni al S.Carlos di Lisbona, Chaminé diventa il baritono di opera applaudito oggi a New York, Boston, Washington, Parigi, Siviglia, Madrid, Marsiglia, Amsterdam, Avignone, Amburgo, Ginevra, in ruoli come Don Giovanni, Principe Igor o Escamillo.
Ogni anno è invitato come solista con orchestre come la Boston Symphony, London Symphony, Filarmonica Ceca, di Berlino, RIAS, Gulbenkian, Ensemble Intercontemporain, …con direttori come Seiji Ozawa (col quale ha fatto il suo debutto al Carnegie Hall di New York), Claudio Scimone, Lord Yehudi Menuhin (premio della sua Fondazione fece molti concerti diretti da lui, come la IX Sinfonia di Beethoven, i Requiem di Mozart, Fauré, Brahms, ecc.), Rafael Frühbeck de Burgos, Plácido Domingo, ecc. Canta regolarmente nelle prestigiose sale tale come il Carnegie Hall, Théâtre des Champs-Elysées, Gulbenkian, Concertgebouw, Salle Pleyel, Teatro Real.
È il creatore di opere a lui dedicate da Sylvano Bussotti, Lenot, Markeas, Schwarz, Petit, Vlad e Iannis Xenakis. Vari dei suoi dischi sono stati premiati dalla critica. Tiene regolarmente master-classes in Europa, Brasile, Canada ed USA. Ha fondato a Parigi "Sons Croisés", un Workshop dove sono passati già più di 200 musicisti da più di 50 paesi. Vincitore di numerosi premi e distinzioni internazionali, di recente ha ricevuto la Medaglia dei Diritti Umani della UNESCO (ONU), per la sua azione nei confronti dell'infanzia. Risultante di questo suo impegno per i giovani e la Pace è stato nominato nell'UNESCO, l'11 maggio 2005, Ambasciatore dalla Fondazione Music in ME (Music in Middle East), movimento per la fratellanza fra i musicisti arabi, palestinesi ed israeliani.
Presidente e direttore artistico del prestigioso Festival CIMA (Concerti in Monte Argentario) ha creato un fondo di aiuto per giovani musicisti. Vice Presidente della Fondazione Georges Bizet. Ha creato e dirige artisticamente il Festival Ibériades a Parigi e il Festival di Bougival.
È stato nominato il 17 novembre 2011 "Primo Musicista per la Pace" dalla Fondazione "Music for Peace" presieduta da Federico Mayor alla quale appartengono il progetto "El Sistema" di José Antonio Abreu, l'Orchestra Simon Bolivar di Gustavo Dudamel, West-Ost Diwan di Daniel Barenboim, Fondazione Internazionale Yehudi Menuhin, ...
Dal 2012 Jorge Chaminé è professore invitato e tutor dall'Università di Stanford, programma internazionale. Presidente del Word and Sound Institute è Amministratore dalla Fondazione Internazionale Yehudi Menuhin. Creatore, con il sostegno di diverse organizzazioni europee e dall'Unione Europea, di un originale progetto : Music4Rom. Questo progetto vuol riconoscere l'importanza della musica Rom nella musica classica. Dal 2015 Chaminé è il creatore e Presidente del CEM di Bougival.
Jorge Chaminé è stato nominato in 2018 Officier de l'Ordre des arts et des lettres dal Ministero della Cultura francese.